# Сова-Лисовец, Владимир Александрович
Владимир Александрович Сова-Лисовец (укр. Володимир Олександрович Сова-Лісовець; 30 декабря 1989, Ярмолинцы — 30 июня 2022, Приволье) — украинский военнослужащий, сержант, участник российско-украинской войны. Герой Украины (8 июля 2023, посмертно).

## Биография
Родился в посёлке городского типа Ярмолинцы Хмельницкой области. В 2015 году начал службу в 8-м отдельном полку специального назначения в Хмельницком. Был известен как профессиональный строитель и способный спецназовец. Искренне верил в Бога и мог наизусть цитировать отрывки из Библии.
30 июня 2022 года, выполняя боевое задание в районе города Приволье Луганской области, попал в бой с превосходящими силами противника. Получил множественные огнестрельные ранения и погиб. Похоронен 2 июля 2022 года в родном посёлке.

## Награды
- Звание «Герой Украины» с удостоением ордена «Золотая Звезда» (8 июля 2023, посмертно) — за личное мужество и героизм, проявленные в защите государственного суверенитета и территориальной целостности Украины, верность военной присяге[1][2].
- Орден «За мужество» III степени (4 апреля 2022, посмертно) — за личное мужество и самоотверженные действия, проявленные в защите государственного суверенитета и территориальной целостности Украины, верность военной присяге[3].